# Capitel de Ashoka

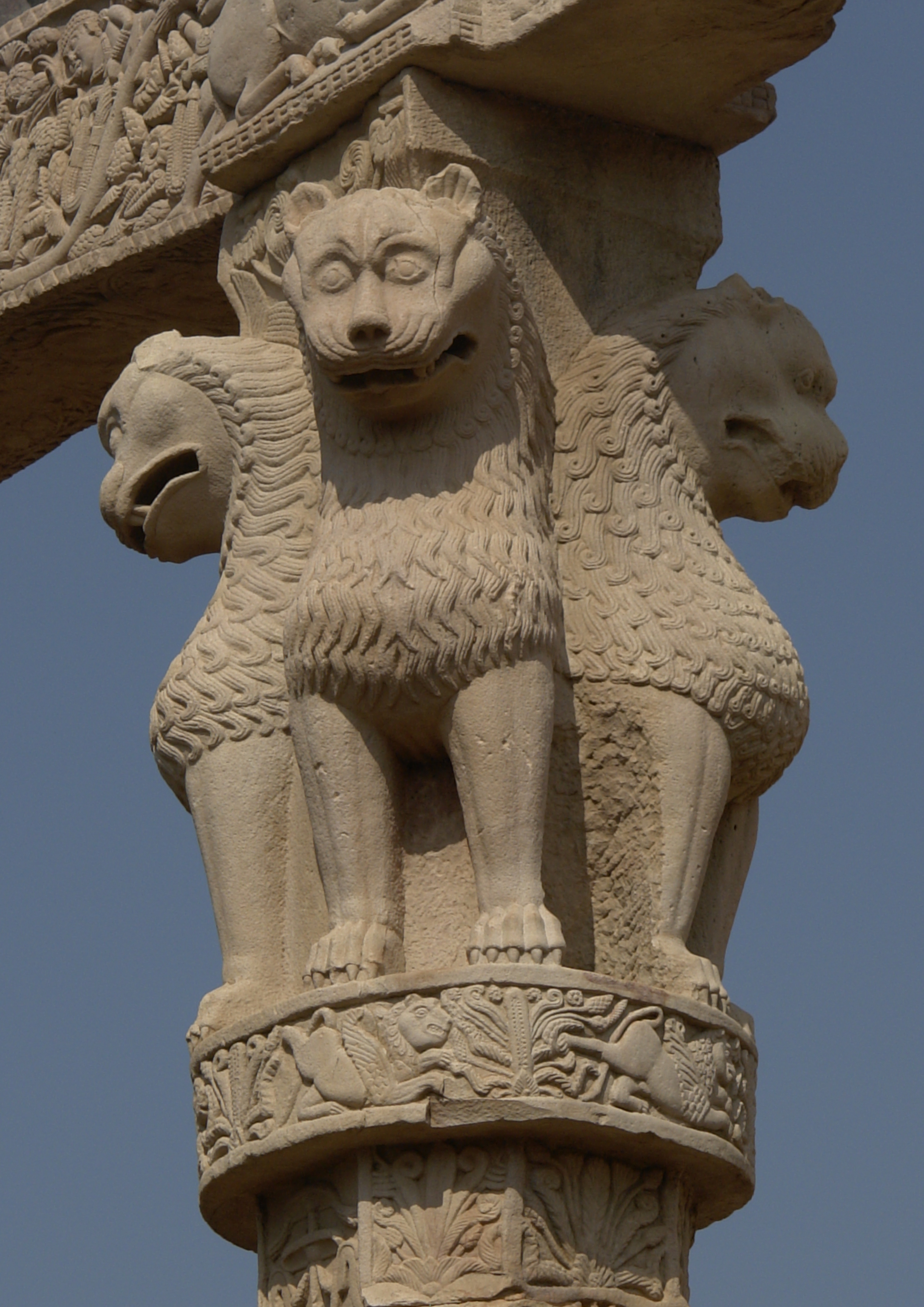
El capitel del Pilar de Ashoka, con los cuatro leones.

El Capitel de Ashoka es una escultura de cuatro leones asiáticos que están parados espalda a espalda en una elaborada base circular que incluye otros animales. Una representación gráfica de este fue adoptada como emblema oficial de India en 1950. Fue colocado originalmente sobre el Pilar de Ashoka en el importante sitio budista de Sarnath por el Emperador Ashoka, hacia aproximadamente 250 A.C. El pilar, a veces llamado Columna de Ashoka, sigue en su ubicación original, pero el capitel de León se encuentra ahora en el museo de Sarnath, en el estado de Uttar Pradesh, India. Midiendo 2.15 metros de alto incluyendo la base, es más elaborado que los otros capiteles que sobrevivieron de los Pilares de Ashoka, también llevando sendos animales en su cúpula.
El capitel está tallado en un único bloque de arenisca y siempre fue una pieza separada de la columna. Representa cuatro leones asiáticos espalda contra espalda. Están montados sobre un ábaco con  un friso de relieves de un elefante, un caballo al galope, un toro, y un león. Todo esto está apoyado sobre un loto. Una réplica del siglo XIII del pilar de Sarnath y su capitel se encuentran en Wat Umong cerca de Chiang Mai, Tailandia, construido por el rey Mengrai, preserva su corona Dharmachakra. La rueda del capitel bajo los leones, llamada Chakra Ashoka, es el modelo que se tomó para la bandera de India. También aparece en la rupia, moneda nacional de la India.

## Historia

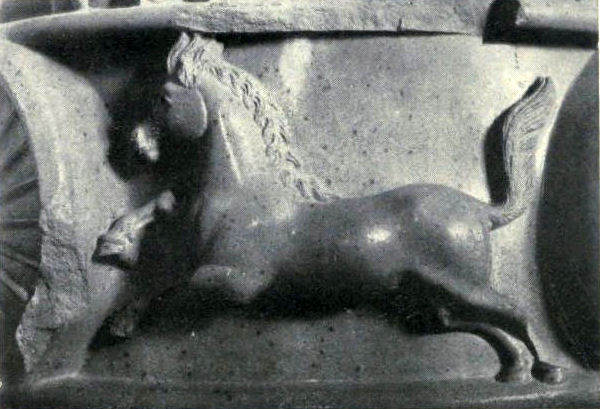
El motivo en relieve del caballo.

Actualmente quedan siete esculturas animales de los  pilares. Estos forman el primer "grupo importante de escultura en piedra india", aunque se cree que en verdad proviene de una tradición existente de tallar columnas en madera coronadas por esculturas animales de cobre, de las cuales ninguna sobrevivió hasta hoy.
En las columnas que sostienen la torana sur del muro que protege la Gran Estupa de Sanchi pueden encontrarse esculturas muy similares, también con cuatro leones. Como otros pilares, aquel en Sarnath probablemente fue erguido para conmemorar una visita de parte del emperador.

## Simbología
Una de las interpretaciones sugiere que el pilar debe leerse  ascendentemente. El loto, como suele suceder, representa nuestro mundo. Los animales, el interminable ciclo del samsara. Los leones representan a Buda, para quien fue posible romper el ciclo. Y sobre él, antiguamente había un chakra que representaba la liberación del samsara. La lectura comenzando por el mundo terrenal hasta la iluminación hace alusión a la meditación con ese fin.
Otra lectura de la escultura es la siguiente:
Los cuatro leones pueden estar relacionados con las Cuatro Verdades del Budhismo. Esto se cree porque el pilar se encuentra en el mismo lugar donde Buda dio su primer sermón y expuso sus cuatro verdades (la ley o el dharma). Otras interpretaciones sugieren que los animales en la base representan los puntos cardinales de esta forma: Norte (León), Sur (Elefante), Este (Buey) y Oeste (Caballo). A su vez, se dice también que simbolizan los cuatro ríos que salen del Lago Anavatapta (lago situado en el centro del mundo, según una antigua cosmovisión budista). También se identifica a los animales con los cuatro peligros del samsara. Los animales, en su movimiento, se siguen uno a otro en el eterno girar del ciclo existencial.

Emblema nacional de India

Los leones, que apuntan a cada dirección cardinal, tienen la boca abierta para difundir el dharma. Se escogió un león por ser miembro  Buda del clan Sakia (león) y para simbolizar al rey Ahsoka.